# Temeleuți, Călărași
Temeleuți este un sat din raionul Călărași, Republica Moldova.
Potrivit Datelor generale despre localitatea Temeleuți (publicate la mijlocul anilor 1990) satul Temeleuți este amplasat la o distanță de 22 km de centru raional Călărași și 70 km de capitala Chișinău. Suprafața satului constituia 210 ha, iar împreună cu pământurile subordonate administrației locale 1598 ha. Populația satului constituia 1780 de locuitori, majoritatea români basarabeni.
Geografic, la vest de satul Temeleuți se începe Culmea Prutului, măsurând 332 m și având înclinarea de 30 m/km. În partea de sud-vest a satului, din dealul Hâncului izvorăște râul Bîc. În partea de sud-vest se află dealul Bălănești, cel mai înalt punct din Republica Moldova, având o înălțime de 429 metri.

## Toponimie
Apărătură, pământ arabil și parte de pădure în Temeleuți. Sursele lexicografice înregistrează apelativul apărătură cu principalele sensuri: „întăritură, fortificație” , „loc (pășune, pădure) oprit pentru accesul lumii”, „loc în pădure oprit pentru accesul oamenilor sau vitelor”, „pădure în care este interzisă tăierea copacilor, păscutul vitelor; rezervație naturală”, „loc întărit; cetate, fortificație”.
Vraghia - (la Vrabia) Cu siguranță este vorba de un antroponim, atestat documentar "prisaca lui Vrabie".
Budișoara- Potrivit opiniei lingvistului Anatol Eremia provine de la cuvântul budă - „așezare în locul de exploatare a potasei și silitrei”, având la origini sensul de „locuință” (casă, cocioabă, baracă, bordei, colibă, adăpost). Toponimele Buda au putut denumi în trecut atât așezări ale exploatatorilor de potasiu și silitră, cât și locuințe ale lucrătorilor la pădure (tăietori de lemne, cărbunari etc.), precum și case și gospodării ale pădurarilor.
Râpa Budăului - vezi Budișoara.
Hangu (Hangiu) - posibil având aceleași rădăcini ca și "pârăul Hancile" amintit în documente.
Râpa Cucoanei
Valea Babei
În Fund (Funghi) - zona de la izvorul Bâcului - "aproape de fundul Bâcului"
În dos - deal.
Pădurea Amvrosii - Probabil de origine antroponimică, Pădurea lui Amvrosie.
Valea Alecsii - Probabil de origine antroponimică, în spațiul românesc fiind cunoscute denumiri similare, precum Izvoru Alecsii.
Pădurea Kazimir - Origine antroponimică, posibil provenind de la numele boierului Petru Kazimir, care la 1860 avea în proprietate moșia Mileștii din vecinătate.
Dealul Poștei - drumul pe care în trecut se aducea poșta în sat din Vălcineț.
Suvaca - (pădure) posibil de la SUVÁC, suvace, #s. n.# Sulă lungă de metal sau de lemn întrebuințată la confecționarea opincilor, la desfundat luleaua etc.; sulac.

## Istoric
Prima mențiune documentară a moșiei Temeleuți o găsim în Mărturia hotarnică a moșiei Căbăiești din 6 aprilie 1673. Totuși, potrivit unor investigări, prima atestare documentară trebuie considerată Actul de danie a lui Ștefan al II-lea din 6 martie 1443, prin care voievodul întărea lui Mihul pisar mai multe pământuri și sate, precum și prisaca lui Vrabie de pe râul Cotovțea (Bîc). Anume această prisacă se consideră a fi baștina viitoarei localități Temeleuți.
Mihul Pisar (Mihai), era fiul lui popa Iuga. A deținut următoarele dregătorii: Grămatic 25 decembrie 1422 ; logofăt și pisar (scrie și hrisoave) 30 ianuarie 1425 - 30 mai 1443; logofăt 29 noiembrie 1443 -  30 iunie 1456  (cu întreruperi). Fiind unul din cei mai reprezentativi boieri ai vremii sale, a fost trimis de boierii moldoveni cu primul haraci la sultan în primăvara anului 1456, după ce primise un înscris că nu va fi tras la răspundere pentru aceasta. La venirea ca domn al lui Ștefan cel Mare, a plecat în Polonia, de unde a refuzat să se întoarcă, cu toate insistențele domnului, care-i promitea că îl va ține la mare cinste. În acest context, după ascensiunea marelui domnitor al Moldovei, prisaca Vrabie va trebui să-și schimbe proprietarul. Actul din 17 august 1483, de vânzare-cumpărare a prisăcii alături de seliștea Leucăuții vine să confirme această supoziție. Prisaca și seliștea este vândută contra 80 de zloți de către un grup de persoane, care le dețineau în devălmășie, logofătului Tăutul. Cu siguranță este vorba de Marele logofăt Ion Tăutul (d. 1511), care se afla în fruntea boierilor țării pe timpul lui Ștefan cel Mare. A fost singurul boier care a ocupat vreme de 35 de ani aceeași dregătorie. A îndeplinit numeroase solii: a fost trimis de Ștefan cel Mare să ceară regelui polon să se retragă din Moldova, fiind închis la Liov în 1497; sol din nou la poloni pentru încheierea păcii (1499) și la turci, fiind după, părerea lui Ion Neculce primul boier care a băut cafea; trimis de Bogdan al III-lea să ducă birul la Poartă la 1504, când se spune că sultanul, de bucurie că i se închinase Moldova, i-a dăruit lui banii aduși; sol în Polonia la 1506 pentru a cere în căsătorie, pentru Bogdan al III-lea, pe sora regelui Poloniei și din nou sol în Polonia pentru încheierea păcii la 1510 - 1511. A fost ctitorul bisericii din Bălinești, unde a fost și unde i se păstrează portretul, și probabil al m-rii Trestiana și al bis. Adormirea-Iași. Copiii săi nu au mai ajuns mari dregători: Petru (d. 1494, înhumat la bis. Bălinești); Teodor, (d. 1494, înhumat la bis. Bălinești); Vasilca, (d. 1495, înhumată la bis. Bălinești)
Magda ; Maria,  (d. 1501, înhumate la bis. Bălinesti); Nastasia s-a căsătorit cu logofătul Toader, altă fiică cu marele paharnic  Dragotă Săcuianu, iar o nepoată a sa - cu Petru Huhulea. Urmașii săi au alcătuit familia Tăutu, care se număra la începutul sec. al XVIII-lea printre familiile boierești din Moldova.
La 9 decembrie 1728 domnul Moldovei Grigore al II-lea Ghica i-a dat poruncă sulgherului Miron să hotărnicească satul Temeleuți și „să-l stâlpească”. Sulgherul descria astfel faptele sale: "Cu martorii ne-am dus în capul hotarului Timileuților din sus, aproape de fundul Bâcului, unde-s împreună cu moșiile mănăstirii Pobratii, anume Răchicenii și cu alte săliște, care sântu la ținutul Eșului. Ș-acolo ne-au scos la zordicul mănăstirii Pobrata un uric de răposatul Alexandru vodă cel bătrân, ș-altu uric de la Ștefan vodă, fiul lui Alexandru vodă; întru care urice arată toate hotarili Mănăstirii împregiur, din semne în sămne, care, mărgând păn acolo … am stătut la un pârâu, anume Hancile, ș-acolo este hotarul mănăstirii, pârăul Hancile, care vine dinspre răsărit și-i dă apă în matca Bâcului; și pe pârâu la dial, suptu margini, lângă un stejar din gios de pârâu, de trei paș de dial de stejar s-au pus o piatră hotar și s-au făcut și bour în stejar, și de acolo în munte, pe unde scriu uricile mănăstirii. Așa s-au ales hotarul mănăstirii cu a Temeleuților, în fața despre răsărit. Și de acolo am întors pe pârâu înnapoi, înspre apa Bâcului, despre apus, dreptu gura pârăului Hanciule, suptu un stejar în margine pădurii, s-au pus piatră hotar și s-au făcut și bour în stejar, și di acolo dreptu la dial, pe unde scriu uricii mănăstirii înnainte. Am adeverit uricile mănăstirii Pobratii și mărturiile răzeșilor din Temeleuți." Din acest document reiese că cel puțin o parte din Temeleuți era stăpânit de răzeșii din sat. Dar dreptul acestora asupra pământului pe care-l stăpâneau va fi atacat foarte curând. Astfel, la 12 mai 1732, domnitorul Moldovei Grigore al II-lea Ghica a invitat la Divanul Domnesc pentru a judeca dreptul de proprietate asupra unei jumătăți a satului (partea de sus),  pe de o parte pe preotul Lazăr și răzeșul Gheorghe Rusul împreună cu frații săi, iar pe de altă parte pe comisul Stroescu, care avea uricul acelei moșii. Judecata urma să aibă loc până la 13 iulie, iar în caz de neprezentare "li s-a trimite om gospodu și-i va aduci cu cibote" (Ciubotă - Taxă percepută în trecut de slujitorii domnești de la împricinați, când erau obligați să se deplaseze până acasă la aceștia). Comisul Stroescu era feciorul jitnicerului Ioan Stroescu și tatăl șătrarului Gavril, al cărui fiu Ienache Stroescu s-a așezat în valea Moșani (probabil Moșeni), unde i s-au născut feciorii Vasile și Ion, cei doi ascendenți ai nobililor Stroescu din Basarabia. Printre urmașii jitnicerului Ioan Stroescu se numără marele filantrop basarabean nobilul Vasile Stroescu, și fiul acestuia din urmă, Vasile V. Stroescu.
În a doua jumătate a secolului al XVIII-lea moșia Temeleuți era stăpânită în parte de răzeșii Crudești  și în parte de postelnicul Ioniță Rosetti (Hangul, Fund, Vraghia și Budișoara - toate părți din moșia Temeleuți). Partea acestuia din urmă va fi dăruită ca zestre de nuntă fiicei sale Irina. Căsătorită cu baronul Bilinstein la 15 iulie 1763  și plecată în Rusia această lasă probabil partea sa de moșie în folosință temporară răzeșilor Crudești. După moartea soțului său Irina se întoarce, totuși, în Moldova și caută să-și revendice partea sa din moșia Temeleuți. Răzeșii, însă, vânduseră între timp Temeleuții paharnicului Iordachi Panaite, dar nu numai părțile pe care le aveau în proprietate, ci și părțile ce aparțineau Irinei. Dat fiind faptul că paharnicul Iordachi Panaite decedase, Irina Rusătiasca s-a înțeles cu răzeșii Crudești pentru nelegiuirea lor să-i cedeze Peticul, pe care îl dețineau în devălmășie. Astfel că cea mai mare parte a moșiei Temeleuți a rămas la cei din neamul Panaite. De altfel, potrivit datelor recensământului din 1817 moșia Temeleuți aparținea comisului Alexandru Panaite și(alături de Probota) număra 39 de gospodării, dintre care numai două aparținând burlacilor. După moartea lui Alexandru Panaite, moșia revine moștenitorilor săi prin Actul "de împărțeală" din 16 aprilie 1823.
Despre neamul Panaite cunoaștem că erau români, de origine greacă, cu vechi tradiții culturale. Iordache Panaite a fost negustor la Iași. A stăpânit târgul Bălți de la 1766. A deținut dregătoria de paharnic domnesc. A fost căsătorit cu Maria Costaki, împreună cu care figurează ca ctitorii ai Catedralei vechi din Bălți și ai bisericii Uspeniei din mănăstirea Vorona (Bucovina). Fiul lor Alexandru (despre care cunoaștem că a decedat în 1819), a fost comis la Curtea domnească. În 1812 a intrat în supușenia Imperiului Rus, participând la adunarea nobilimii din 1814, figurând ca nobil și alegător și la 1818. A fost moșier la Căinarii Vechi, Heciu Vechi și Nou, Biliceni, seliștea Drochia, Mândâcul Nou, seliștea Șura și târgul Bălți (Soroca), Milești și Medeleni (Iași), Mașcăuți, Bălășești, Raculești, Jăvreni, Petricani, Temeliuți și Probota (Orhei). Este interesant faptul că una din fiicele lui Iordache Panaite, Elena, era căsătorită cu banul Iordache Donici, despre care s-a pomenit mai sus.
Există, de asemenea, informații potrivit cărora la începutul sec. al XIX-lea o anumită parte din moșia Temeliuți a aparținut și căminarului Zarti. Partea în cauză a revenit principelui Constantin Ilie Contacuzino, ca zestre în urma căsătoriei acestuia cu fiica lui Zarti - Ecaterina. Potrivit Actelor Comisiei pentru Cercetarea nobilimii din Basarabia la 1821 (publicate de Gh. Bezviconi) „Prințul Constantin Ilie, fiul lui Cantacuzino, 28 ani, în retragere, locuiește în Ținutul Iași, căsătorit cu fata Căminarului Zarti, Ecaterina, are o fată, Safta, de 1 an, stăpânește în Ținutul Iași moșia Temeleuți luată ca zestre și pe care sunt 70 curți de săteni”.
În anul 1825, satul Temeleuți, parte a județului Orhei, figurează în documentele de arhivă ca sat locuit de țărani (categorie socială de agricultori, juridic liberi dar fără pământ în proprietate) și număra 39 gospodării, Șeptelul de animale:  9 cai, 90 boi, 65 vaci, oi - lipsă. Se cultivau în special cereale, pomicultura, viticultura și apicultura nu se practicau. Moșia satului constituia 3800 desetine terenuri agricole, cu productivitate la desetină (1 desetină = 1,09 ha) semănat/cultivat: grâu - 6/60 chile (1 chilă = 4,57 hectolitri), secară - 5/50 chile, orz - 2/180 chile,  porumb - 4/180 chile. Ovăz și mei nu se cultivau. În anul 1827 noul proprietar al moșiei Temeleuți, boierul Ioan Borcar, zidește în sat Biserica cu hramul Sf. Arhanghel Mihail, în formă de cruce.
Informațiile pentru 1 ianuarie 1843 arată că satul Temeleuți era locuit doar de țărani în număr de 182 de suflete, și aparținea unui oarecare Giurgiu. În lista localităților Basarabiei pentru anul 1859, Temeleuții figurează ca făcând parte din județul Chișinău. Satul număra 60 de gospodării, cu 275 de persoane de sex masculin și 251 de sex feminin, și o biserică ortodoxă. Conform datelor Comitetului de Statistică din Basarabia, publicate la 1867, satul figura deja după moșierul Crupenschi. Următoarele informații disponibile țin de anii 1871-1875, când în Basarabia are loc implementarea reformei agrare din 14 iulie 1868, conform căreia țăranii urmau a fi împroprietăriți cu între 8 și 13,5 desetine de pământ de familie. Potrivit acestor informații țăranii din sat urmau să răscumpere de la moșierii D.E. Dimitriu și A.E. Robu pământul cu care au fost împroprietăriți. Însă, fiind nemulțumiți de faptul că în suprafața de împroprietărire au fost incluse și terenurile silvice, aceștia au atacat în instanțele judiciare decizia organelor locale, solicitând
excluderea acestora.
În anul 1878 documentele de arhivă încă o amintesc pe Ana Egorovna Robu, dar și pe Ludmila Petrovna Ilașcov, ambele purtătoare de titlu nobiliar, în calitate de proprietare de moșii la Temeleuți și Fundul Bâcului (Temeleuții de Jos), moșii pe care le pun drept gaj la contractarea unui credit la Banca Funciară din gub. Herson. Numele Ilașcov continuă să apară în actele de proprietate, prin filiera Pantelimon Petre Ilașcov (probabil fratele Ludmilei), pe care actele îl menționează în anul 1908 în calitate de director al băncii sus-amintite. Numele nobililor Robu dispare, în schimb apare cea a funcționarului Vasile Teodor Cucicov, care în anul 1885 contractează de la aceeași bancă un credit pe o perioadă de 20 de ani, punând drept gaj moșia sa de la Temeleuți. Rambursarea creditului va reveni pe seama fiului său Pavel Vasile Cucicov, doctor în matematică, în calitate de moștenitor. În anul 1897 în lista moșierilor la Temeliuți îi găsim și pe Mihail Sebastian Wisniowski (Vișniovschi) cu fiii și frații săi, polonezi din Chelm, scriși din Kiev, purtători ai blazonului „Prus”.
Conform datelor înserate în Dicționarul Geografic al Basarabiei (1904), semnat de Zamfir Arbore, Temeleuții numărau 204 case, cu o populație de 2390 suflete, țărani români. Funcționa o școală într-o clădire specială, unde se învață numai rusește. Locuitorii posedau pământ de împroprietărire 2841 desetine. Proprietarul, Vasile Cucicov avea 400 desetine. Tot aici posedau pământ încă 65 familii de țărani români din satele Temeleuți, Vălcineț și Căbăiești, pământ cumpărat la Fundul Bâcului (Temeleuțul-de jos) corpul de 300 desetine de pământ. La Temeleuți-de-jos, proprietarul Pantelimon Ilașcov avea 310 desetine; Pavel Cucicov - 200 desetine și Gheorghe Buhăescu - 6 desetine. Totuși, conform datelor Zemstvei județului Chișinău, la 1 ianuarie 1906, în satul Temeleuți se numărau 721 de locuitori, dintre care 72 de vârstă școlară (8-11 ani), iar în localitate nu exista școală primară. Se preconiza doar instituirea unei școli primare de două clase, cu doi învățători. Acest fapt ne conduce la ideea că autoritățile țariste încă făceau la această dată diferență dintre cele două părți ale Temeleuților, Temeleuții-de-Jos figurând ca sat separat sub denumirea Fundul Bâcului.
În lista persoanelor cu drept de vot pentru alegerea membrilor Dumei de Stat a Imperiului Rus din anii 1906-1907 îi găsim pe următorii locuitori ai satului Temeleuți: Spinei Tudor (moșier), Matvieevici Mihail (moșier), Candel Șoil (mic-burghez), Ilașcov Pantelimon (mic-burghez și proprietar de pământ) și Cicalov Khacik (moșier). Khacik Zironov Cicalov era un mic-burghez evreu, creștinat cu numele Hristofor Mironov, despre care știm că a încercat și el în anul 1905 să contracteze un credit de la Banca Funciară din gubernia Herson, pe seama moșiei sale de la Temeleuți.
În perioada 1914-1918, locuitorii satului, alături de alți basarabeni înrolați în armata imperială rusă, au înfruntat ororile războiului pe câmpurile de luptă a primei conflagrații mondiale. Documentele îi amintesc în acest context pe următorii originari din Temeleuți:
Corolevschi Ion Nicolae, de confesiune ortodoxă, căsătorit, rănit în luptă la 06.05.1915
Muntean Anatolie Dumitru, de confesiune ortodoxă, necăsătorit, rănit în luptă la 28.02.1915
Virschi Grigorie Mihai, de confesiune ortodoxă, căsătorit, dat dispărut în campanie în perioada 7-12.02.1915
Numărul locuitorilor satului care au luat parte la acțiunile militare este cu siguranță mai mare, însă recuperarea datelor este dificilă.
La 1922 în sat exista vechea biserică de lemn zidită la 1827, care era prevăzută cu local pentru școala bisericească, și al cărei paroh era preotul Nicolae Timuș, iar cântăreț - Gheorghe Chironeț (ambii numiți în funcție din 1920). Conform datelor publicate în "Anuarul României" pentru anul 1928, satul număra 1695 de locuitori, sau circa 300 de gospodării. În sat exista o biserică, o școală primară, patru băcănii (Candel Avram, Clitinici Ițic, Raiziș Fișla, Spinei Hristofor), o cooperativă de consum - "Codru", și o moară (David Andrei). Agricultorii importanți erau Cicalov (100 ha) și Vișniovschi (100 ha și 2 ha de vie).
În perioada de după Al Doilea Război Mondial, locuitorii satului Temeleuți nu au fost o excepție și au avut de înfruntat foametea și deportările organizate de sovietici.
Lista deportaților din satul Temeleuți:
1.  ARMANU Gheorghe C. (n. 1893).
Condamnat în 1945 la 5 ani de închisoare. Cap de acuzare: "trădare de patrie". Reabilitat în 1991.
2.	ARMANU Nina Gh. - soția (n. 1903)
3.	ARMANU Parascovia Gh. - fiica (n. 1940)
4.	ARMANU Dumitru Gh. - fiul (n. 1943)
Deportați în 1949 în reg. Kurgan. Reabilitați în 1991.
5.   OLIEVSCHI Gheorghie S.
Condamnat în 1945 la 5 ani de muncă silnică sub acuzația de "colaboraționist".
6.	OLIEVSCHI Olga L - soția (n. 1899)
7.	OLIEVSCHI Maria Gh. - fiica (n. 1928)
8.	OLIEVSCHI Ion Gh. - fiul (n. 1930) 
9.	OLIEVSCHI Zinaida Gh. - fiica (n. 1932)
Deportați în reg. Kurgan (1949)
10.	OLIEVSCHI Vasile Gh. (n. 1882).
Acuzat de trădare de patrie și condamnat, în temeiul art. 54, lit. a, la 7 ani de muncă silnică (1945). Întemnițat într-un lagăr din reg. Kurgan, Reabilitat în 1991
11.	GALIUC Hristofor D. (n. 1905).
Condamnat în 1948 conform art. 54 lit. a la 10 ani privațiune de libertate. Cap de acuzare: "Înaltă trădare". Reabilitat în 1990.
12.	GALIUC Liubovi Gh. - soția (n. 1908 sau 1913)  
13.	GALIUC Gheorghe H. - fiul (n. 1935)	
14.	GALIUC Ana H. - fiica (n. 1937)	
Deportați în 1949 în reg. Kurgan. Reabilitați în 1990.

15.	OLIEVSCHI Petru C. (n. 1872)
16.	OLIEVSCHI Nadejda I. - soția (n. 1876)
17.	OLIEVSCHI Trifan P. - fiul (n. 1910)
18.	OLIEVSCHI Tatiana I. - nora (n. 1914)
Încadrați la "chiaburi". Deportați în 1949 în reg. Kurgan.
19. PRUNICI Alexandra I. (n. 1899)
Încadrată la „chiaburi” și deportată, în 1949, în reg. Kurgan,
20. SPINEI Vladimir F. (n. 1876)
21. SPINEI Nadejda VI. - fiica (n. 1922)
Deportați în 1949 în reg. Kurgan, fiind încadrați la „chiaburi”.

## Geografie
Între satele Temeleuți și Vălcineț este amplasată rezervația peisagistică Temeleuți.

## Administrație și politică
Componența Consiliului local Temeleuți (9 consilieri), ales la 5 noiembrie 2023, este următoarea:
|  | Partid                                        | Consilieri | Componență | Componență | Componență | Componență | Componență | Componență | Componență |
|  | --------------------------------------------- | ---------- | ---------- | ---------- | ---------- | ---------- | ---------- | ---------- | ---------- |
|  | Partidul Acțiune și Solidaritate              | 7          |            |            |            |            |            |            |            |
|  | Partidul Dezvoltării și Consolidării Moldovei | 1          |            |            |            |            |            |            |            |
|  | Coaliția pentru Unitate și Bunăstare          | 1          |            |            |            |            |            |            |            |